# Колективно несвесно
Колективно несвесно је према Јунгу, најстарији, најдубљи и најутицајнији слој психе, који представља духовну ризницу наслеђеног искуства предака, датог у облику урођених предиспозиција за одређен начин човековог доживљавања и реаговања на околину. Колективно несвесно је универзално надлично јер сви људи, без обзира на историјску епоху или културу, имају приближно исто колективно несвесно што је темељ целокупне надградње личности. Ово надлично несвесно може бити ирационално и деструктивно ако је занемарено и несхваћено, али се у њему налазе и многе највише вредности и драгоцено духовно искуство и мудрост генерација предака које је вековима таложено. Структуру колективно несвесног чине његови елементи – архетипови.